# Бач (Сербия)
Бач (серб. Бач) — город в Сербии, в автономном крае Воеводина, в Южно-Бачском округе, центр общины Бач. Город расположен в 62 км от Нови-Сада, 140 км от Белграда и 120 км от Суботицы. Своим именем город дал название целому региону — Бачке.

## История
Первые поселения в районе современного города Бач существовали очень давно. Раскопки показывают, что в древние времена здесь существовало древнеримское поселение, которое страдало от набегов варваров. Первое письменное свидетельство о городе относится к периоду правления императора Юстиниана I, когда он упомянул Бач в письме, датируемое 535 годом.
В 873 году город был крепостью аварцев. В XII веке происходит возвышение города, строится Бачская крепость. В XIV веке начинаются частые набеги турок. Во время Мохачской битвы город, участвую в составе объединённых войск, выставил конницу. Тем не менее продвижение турок не было остановлено и после падения Белграда Бач был захвачен турками. Со временем город стал терять свою значимость в этом регионе, но именно здесь в XIX веке была открыта первая аптека в Воеводине.